# Gravatal
Gravatal este un oraș în Santa Catarina (SC), Brazilia.